# 278 Dywizja Piechoty ’40 (III Rzesza)
278 Dywizja Piechoty (niem. 278. Infanterie-Division) – niemiecka dywizja z czasów II wojny światowej, sformowana  na mocy rozkazu z 22 maja 1940 roku, w 10. fali mobilizacyjnej w VIII Okręgu Wojskowym.

## Struktura organizacyjna
- Struktura organizacyjna w maju 1940 roku:

547., 548. i 549. pułk piechoty, 278. oddział artylerii, 278. kompania pionierów, 278. kompania przeciwpancerna, 278. komapania łączności;

## Dowódca dywizji
- Generalleutnant Hubert Gercke 22 V  – 19 VII 1940;

## Szlak bojowy
Dywizja przez cały okres swojego istnienia przebywała w macierzystym okręgu wojskowym. Z chwilą podpisania kapitulacji przez Francję, jednostkę rozwiązano na mocy rozkazu z 19 lipca 1940 roku.